# مقام الشيخ نوران
مقام الشيخ نوران، هو بناء ذو قبة مستديرة، مبني على موقع تعظيمًا لذكرى وليّ مسلم يسمى الشيخ نوران، الذي يؤمن البدو أنّهُ كان يعالج الأمراض المستعصية عند الناس، فكانوا يزورونه، و يذبحون عنده الذبائح.
يقع المقام على تل من الكركار، على ارتفاع 135 مترًا فوق مستوى سطح البحر، داخل حدود كيبوتس ماغين في المجلس الإقليمي إشكول، الرقم المرجعي 090-0952؛ كان المقام في الماضي ضمن ديار الترابين، إحدى القبائل البدوية الكبيرة في النقب، وبالقرب منه بئر تسمى بئر أبو قريدة، وبالقرب من مقام الشيخ نوران بحسب أحد منشورات "جمعية معين أبو ستة" في رفح، كانت هناك مقبرة للأطفال. توجد حول المقام بقايا أرضيات من الفسيفساء، وبقايا مبانٍ من العصر البيزنطي. في مطلع شهر كانون الأوّل/ديسمبر 1948، احتلّ الجيش الإسرائيلي الموقع من أيدي الجيش المصري ضمن عملية آساف التي نفذتها الكتيبة 89 التابعة للواء الثامن، لواء إسحاق ساده.
عند الطرف الشرقي من التل الذي يقع عليه المقام، في 16 أغسطس 1949، تم تأسيس كيبوتس ماغين على الأراضي المحيطة بمقام الشيخ نوران. تُشكِّل التّلة التي يقع عليها المقام أعلى نقطة في المنطقة، وتُستَخدم اليوم نقطة مراقبة باتجاه مستوطنات المجلس الإقليمي إشكول، وجنوب قطاع غزة.

## وصف المقام
مبنى المقام أكبر من المعتاد في المقامات المعهودة في فلسطين، وهو عبارة عن غُرفَة كبيرة يوجد داخلها قبر. في عام 1933، وصف الباحث عارف العارف المقام بأنه ضريح ضخم. جدرانه سميكة ومبنية من الحجارة التي ربما كانت محفورة خلال العصر البيزنطي، وقد جُلِبَت إليه على ما يبدو من خارج المنطقة. يقع الموقع على بعد 40 كيلومترًا غرب بئر السبع، في أعلى نقطة من وادي غزة على ارتفاع 135 مترًا فوق مستوى سطح البحر، في الجزء العلوي من قطاع الكركار الذي يمتد من التقاطع الحدودي (تقاطع الطرق، طريق 222، طريق 232) باتجاه الشيخ تسليب شمال تقاطع ماعون، ولهذا يُمكن رؤية مبنى المقام من بعيد. في الأعوام 1917-1918 تم تعبيد خط السكة الحديد بين رفح وبئر السبع. في تلك الأيام، تم تحريك المسار في التفاف واسع شمال التل الذي كان يُشكِّلُ عقبة طبوغرافية. تم تشغيل خط السكة الحديد بين عامي 1917-1927، حول مقام الشيخ نوران كانت هناك محطتان للسكك الحديدية على جانبي تلة من الكركار. المحطة الغربية كانت تسمى محطة الشيخ نوران، بينما كانت تُسمّى المحطة الشرقية في منطقة وادي غزة محطة الشلالة.
في صورة جوية من عام 1919، يُمكن رؤية شواهد القبور على المنحدرات المحيطة بالمقام، وبقايا خنادق الحرب التركية، وآبار المياه، وجدران نباتات العُنْصُلُ والصبّار التي تحيط المنطقة. في الشمال الغربي، يمكن رؤية مهبط طائرات بريطاني، وعلى منحدرات التل تقف مقطورة "الصليب الأحمر". إلى الجنوب الغربي من التل توجد بقايا من العصر البيزنطي.

## تاريخ المقام

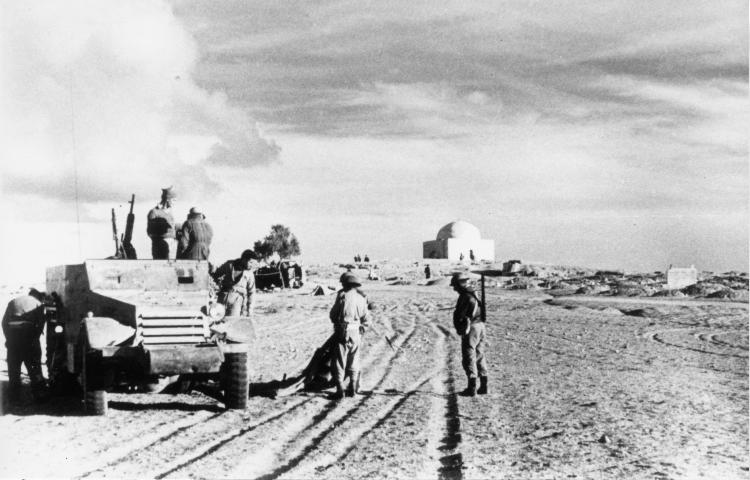
عملية آساف، قوة من الجيش الإسرائيلي وفي الخلفية مقام الشيخ نوران

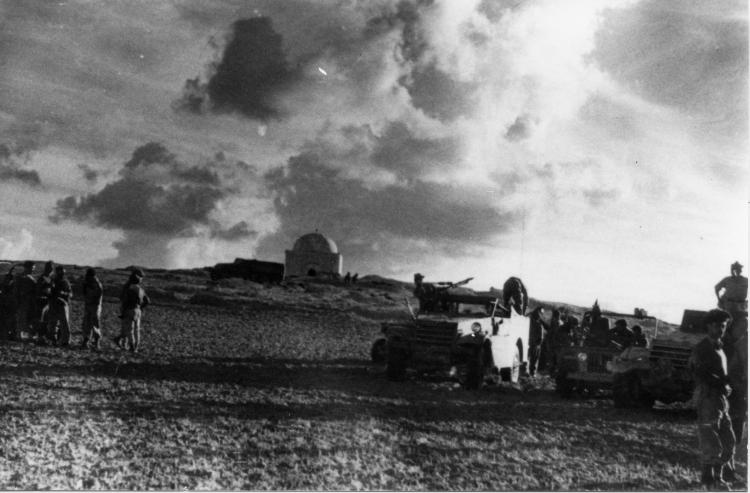
عملية آساف (تموز 1948). آليات عسكرية لالجيش الإسرائيلي، وفي الخلفية مقام الشيخ نوران

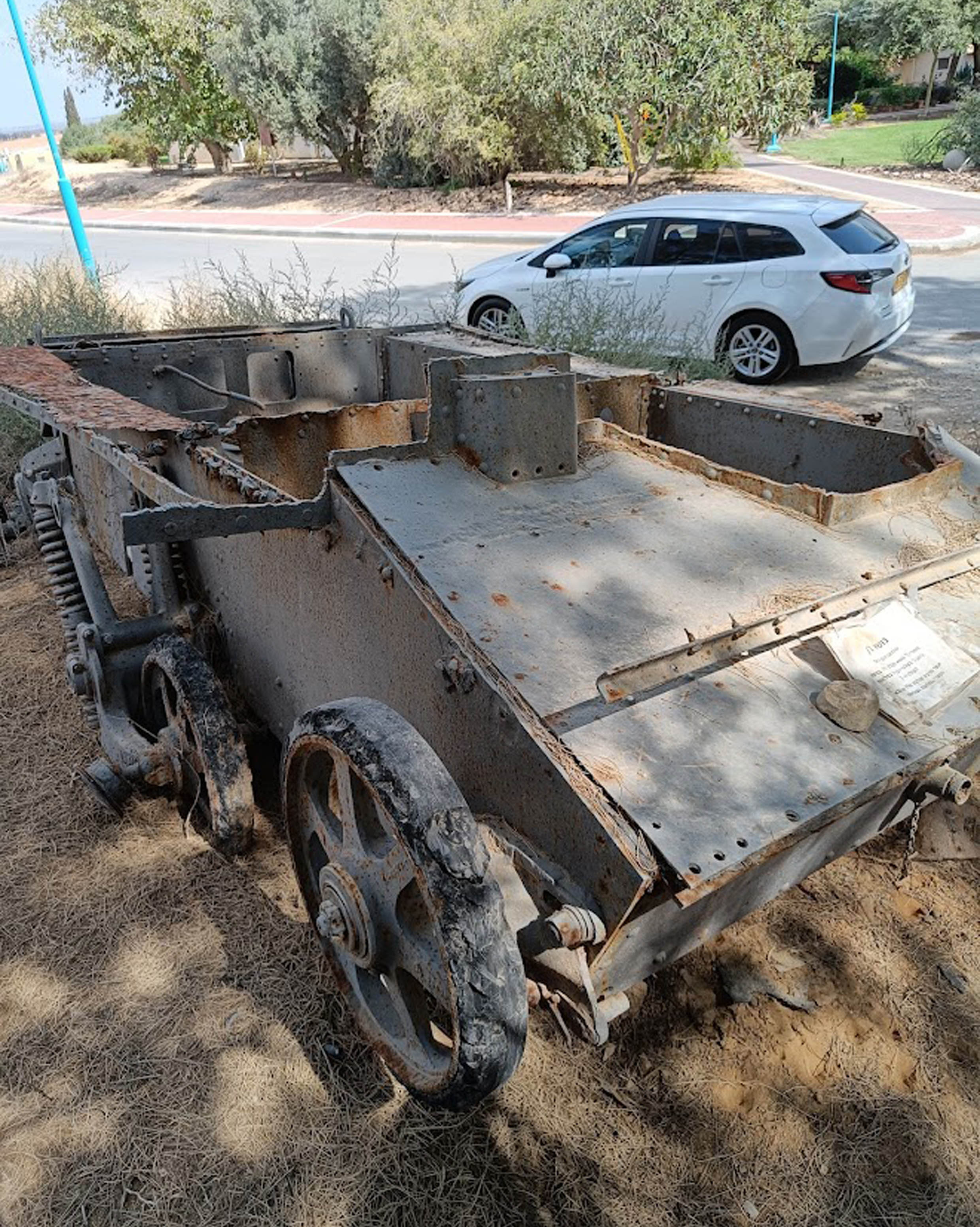
مدرعة مصرية من نوع "كارير العالمية" سقطت في أيدي الجيش الإسرائيلي في حرب 1948

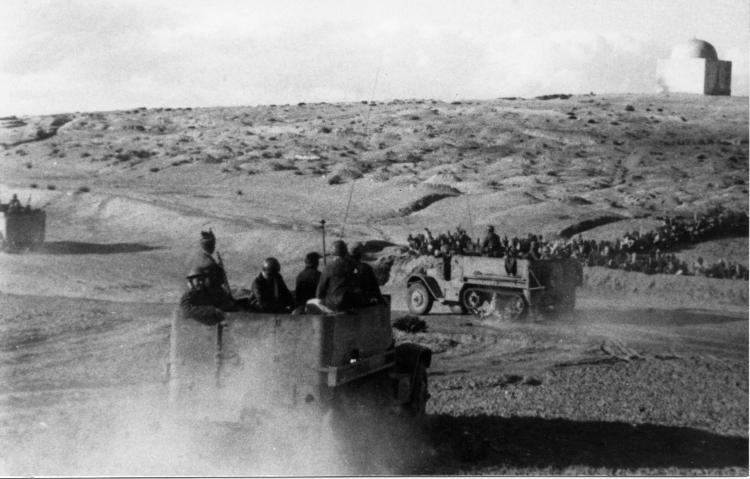
قوات من الكتيبة 89 في عملية آساف قريبًا من ضريح الشيخ نوران (كيبوتس ماغين)

هناك القليل من المعلومات حول تاريخ المستوطنة القديمة في المكان التي يعود تاريخها إلى عصر مدن الحدود البيزنطية. أدرك الحكام البيزنطيون في القرنين الخامس والسادس الميلاديين القيمة الأمنية للتل، فأقاموا عليه مستوطنة. اكتُشِفت في الموضع أوانٍ فخارية، مما أتاح إمكانية ترميم الجرار والأوعية بالكامل. تشهد بقايا الأرضيات الفسيفسائية الملونة، والألواح الرخامية المنحوتة، وتيجان الأعمدة البيزنطية، وقواعد الأعمدة الرخامية البيضاء، على المباني الرائعة التي كانت قائمة على هذا التل في الماضي البعيد.
مع بداية النصف الثاني من القرن الثامن عشر هاجرت أعداد هائلة من البدو إلى منطقة النقب الغربي، وبطبيعة الحال وقع اختيار التل كموقع دفن، حيث تم دفن الموتى بالقرب من المقام كي يكونوا "في رعاية الشيخ الصالح". يروي البدو أنّ الشيخ نوران كان يعالج المرضى الذين استعصت أمراضُهم على العلاج. تشير دلائل مختلفة إلى أن الشيخ نوران "المُداوي" عاش في نهاية القرن الخامس عشر.
في عام 1863 مرَّ الباحث والمستكشف الفرنسي فيكتور جويرين من منطقة وادي غزّة بالقرب من التل، لكنه لم يذكر على الإطلاق وجود هذا المقام البارز للعيان. يصف الباحثون المعاصرون جويرين بأنه رحّالة دقيق الملاحظة، يعرف كيف يشرح بالتفصيل ما كان يشاهده، وبما أنَّهُ لم يصف المبنى فمن المرجَّح أنّ المقام لم يكُن موجودًا حتّى ذلك العام.
في عام 1933 وصف الباحث عارف العارف المقام في كتابه "تاريخ بئر السبع وقبائلها"، كمقبرة مقدسة (مقام) في أرض الدوابة على بعد 40 كيلومترًا غربي بئر السبع. قام الأتراك بتدمير المقام خلال الحرب العالمية الأولى كإجراء احترازي لمنع استخدامه كهدف للمدافع البريطانية. أعادت الحكومة البريطانية بناء المقام بعد الاحتلال البريطاني لفلسطين. يتابع العارف في كتابه ويصف: يأتي البدو لزيارته في أيام العطل، وفي أي وقت يريدون أن ينالوا منه البركة. إنهم يعتقدون أنه من الصالحين والقديسين، فيقطعون له النذور ويقدمون الذبائح في الحال. بعض البدو يجلبون مواليدهم هناك، معتقدين أن زيارة المكان ستجلب لهم العمر الطويل [...] يعتقد البعض أنه من أنبياء إسرائيل؛ والبعض يقول إِنه عاش بعد زمن المسيح. ومع ذلك، فإن معظمهم يقولون إنه نبي "وليس رسولًا" (ليس من رتبة الرسل).
قام الأتراك في الحرب العالمية الأولى بتحصين سلسلة التلال التي يقع ضمنها مقام الشيخ نوران، بشبكة من الخنادق االمترابطة، وأقاموا إلى الشرق من سلسلة التلال، في منطقة الشلالة (وادي غزة)، معسكرًا للجيش. في نيسان 1917، احتلت "قوة التجريدة المصرية" (تشكيلة عسكرية تابعة للجيش البريطاني وملحقاته) المكان وتقدمت إلى الغرب من منطقة غزة، بهدف الاستيلاء على ينابيع شلالة (تقع هذه الينابيع اليوم ضمن منتزه إشكول الوطني). كان قائد التجريدة المصرية الجنرال البريطاني اللنبي. من وجهة نظره، كان القضاء على الأتراك الذين حكموا فلسطين بمثابة حرب مقدسة. أثناء تقدُّم القُوّات من الجنوب أمر اللنبي بقصف مقام الشيخ نوران ممّا تسبب في تدميره الجزئي. بعد الدمار الذي لحق بالمبنى نتيجة القصف البريطاني، قام الأتراك أنفسهم بتدمير ما تبقّى من المبنى، وسوّوه بالأرض كي لا يستخدمه البرياطنيون نقطة ارتكاز للمدفعية البريطانية. بعد احتلال فلسطين، أعاد الجنرال اللنبي بناء المبنى كي لا يسيء إلى المشاعر الدينية للبدو.
في عام 1918 بعد وعد بلفور، بدأت المنظمة الصهيونية بالتخطيط لإنشاء الوطن القومي للشعب اليهودي. كان واضحًا أن شراء الأراضي في مساحات واسعة، والاستيلاء على الأراضي من أيدي الفلسطينيين سوف يساعد في تحقيق هذا الهدف. شارك في إعداد هذه الخطّة حاييم وايزمان، أهارون أهارونسون، وممثلون عديدون من يهود العالم. وكجزء من هذه الخطّة، خرج وفد يهودي لتفقد مناطق في النقب، وشملت الرحلة التي استمرت أسبوعًا أيضًا جولةً في منطقة مقام الشيخ نوران، لكنَّ خطّة شراء الأراضي في النقب لم تتحقق في النهاية بسبب الكتاب الأبيض.
في شهر تشرين الثاني/نوفمبر أثناء حرب 1948، تمركزت القوّات المصرية على التل، وبين 5-7 كانون الأوّل/ديسمبر 1948 استولت عليه قوات الجيش الإسرائيلي أثناء الحملة العسكرية المُسمّاة عملية آساف، وذلك بعد ثلاثة أيام متواصلة من القتال الضاري مع القوّات المصريَّة، إلى أن سقط الموقع بأيدي مقاتلين من الكتيبة 89 من اللواء الثامن في الجيش الإسرائيلي، المعروف باسم "لواء إسحاق ساديه". وفي هذه المعارك أيضًا استُخدم مقام الشيخ نوران نقطة تمركزت عليها المدفعية.
في 16 آب/أغسطس 1949، وُضِعَت أُسُس كيبوتس ماغين الذي قام على الأراضي المحيطة بمقام الشيخ نوران.

## الحفريات وهوية المكان
```
عُثِرَ في الحفريات التي أجريت عام 
1977
 على مبعدة 300 متر جنوب غرب مقام الشيخ نوران على بقايا 
كنيسة
 مسيحية. كما اكتشفت في الحفريّات أرضيات من 
الفسيفساء
 المُزيَّنة برسومات تتكوَّن من أنماط هندسية، 
ونقوش
 إهداء. وَرَد في الأدب المسيحي البيزنطي ذكر مستوطنة تسمى ليكنوس (Lichnos) في المنطقة المجاورة، والتي تعني ال"
مصباح
" أو ال"
شمعة
"، تمامًا مثل اسم الشيخ نوران (
بالعربية
 نور = ضياء).يقترح بعض العلماء بأنّ هذا المكان هو بقايا مستوطنة عيتْسِم (עֶצֶם) الموجودة ضمن أراضي سبط شمعون (يشوع 19: 3) وتعني الكلمة "قُوَّة"، التي تُعَبِّر عن قُوَّة المكان، لأنَّهُ يُسيطر على المنطقة بأكملها  بسبب ارتفاعه.
```

في عام 1924، اقترح عالم الآثار الأمريكي وليام فوكسويل أولبرايت، أحد أعظم علماء الآثار في فلسطين، أن يكون مقام الشيخ نوران بقايا "بتوئل" المذكورة في التناخ (سفر أخبار الأيام الأول، الإصحاح 4، آية 30) في أرض سبط شمعون. تم تقديم هذا الاقتراح بالاستناد إلى اعتبارات جغرافية، دون أخذ علم الآثار بالاعتبار، ولذلك لم يجِدُ الاقتراحُ قُبولًا.
رأى الرحالة والمستشرق الويس موسيل أنَّ مقام الشيخ نوران هو المكان المُسمَّى بيتليون أو بيتوليا، وهو مكان كان في العصر البيزنطي ويظهر على خارطة مادبا من نهاية القرن السادس الميلادي قريبًا من رفح، على شاطئ البحر. على الرغم من أن عالم الآثار أولبرايت يوافق على اقتراح موسيل، إلا أن معظم الباحثين وعلماء الآثار يختلفون مع هذه المقترحات. في هذه المرحلة، لم يتم العثور على فخار من فترة مملكة إسرائيل في الموقع، وهو ما من شأنه أن يدعم فرضية أولبرايت.

## مبنى المقام
مبنى المقام نموذجي للمباني التي بُنِيَت حسب أساليب البناء التي كانت شائعة في فلسطين في نهاية القرن التاسع عشر: قبة على شكل كرة متناظرة، وأقواس مزدوجة في الفتحات، وحشوات سميكة من الحجارة الصلبة غير المهندمة ("دَبْش") مع غطاء من الحجارة الصقيلة المهندمة التي جُمِعَتْ من المواقع الأثرية المجاورة، والتي جرت ملاءمتها لأسلوب البناء الجاف. يمكن العثور على هندسة معمارية مشابهة في العديد من المباني في شمال النقب، التي تم الحفاظ عليها من تلك الفترة، مثل خربة فطيس، مقام الشيخ نبهان، المسجد في خربة الكفحة، تل أبو هريرة (غير اليهود اسمه إلى "تل هرُّور" תל הֲרוֹר)، وبئر أوفاكيم، وغيرها. يعزو البعض هذا البناء إلى موجات هجرة البدو شبه المستقرين الذين يعملون بالزّراعة، وقدموا إلى المنطقة من مصر وقطاع غزة ابتداءً من عام 1882، بتشجيع من الحكومة العثمانية، والتي كانت ذروتها بناء مدينة بئر السبع (1901) وعوجة الحفير (1912).
قصف البريطانيون مبنى مقام شيخ نوران الأصلي ودمَّرَهُ الأتراك بالكامل. مع نهاية الحرب العالمية الأولى، أمر الجنرال اللنبي بإعادة بنائه. خلال حرب 1948 أصبح المكان محور المعارك، وقًصِفَ مرَّة أخرى. منذ عام 2021 المكان آيل للسقوط، وحجارته عُرضة للانهيار. قبة المبنى مُدمَّرة تمامًا، وأقيم بدلًا منها مركز للمراقبة والحراسة. في الخمسينيات من القرن العشرين، تم وضع كشاف ضوئي فوق الموقع للمساعدة في الحماية ليلًا من تسلل "الفدائيين" من قطاع غزة. بعض جدرانه الجنوبية الغربية مدمَّرة بالكامل، وانهارت نتيجة القصف الذي تعرَّضت له، لذلك قامت سُلْطَة الآثار في إسرائيل بتسييج المكان للحيلولة دون دُخول الزائرين إلى المبنى.

## مكتشفات أثرية في الموقع

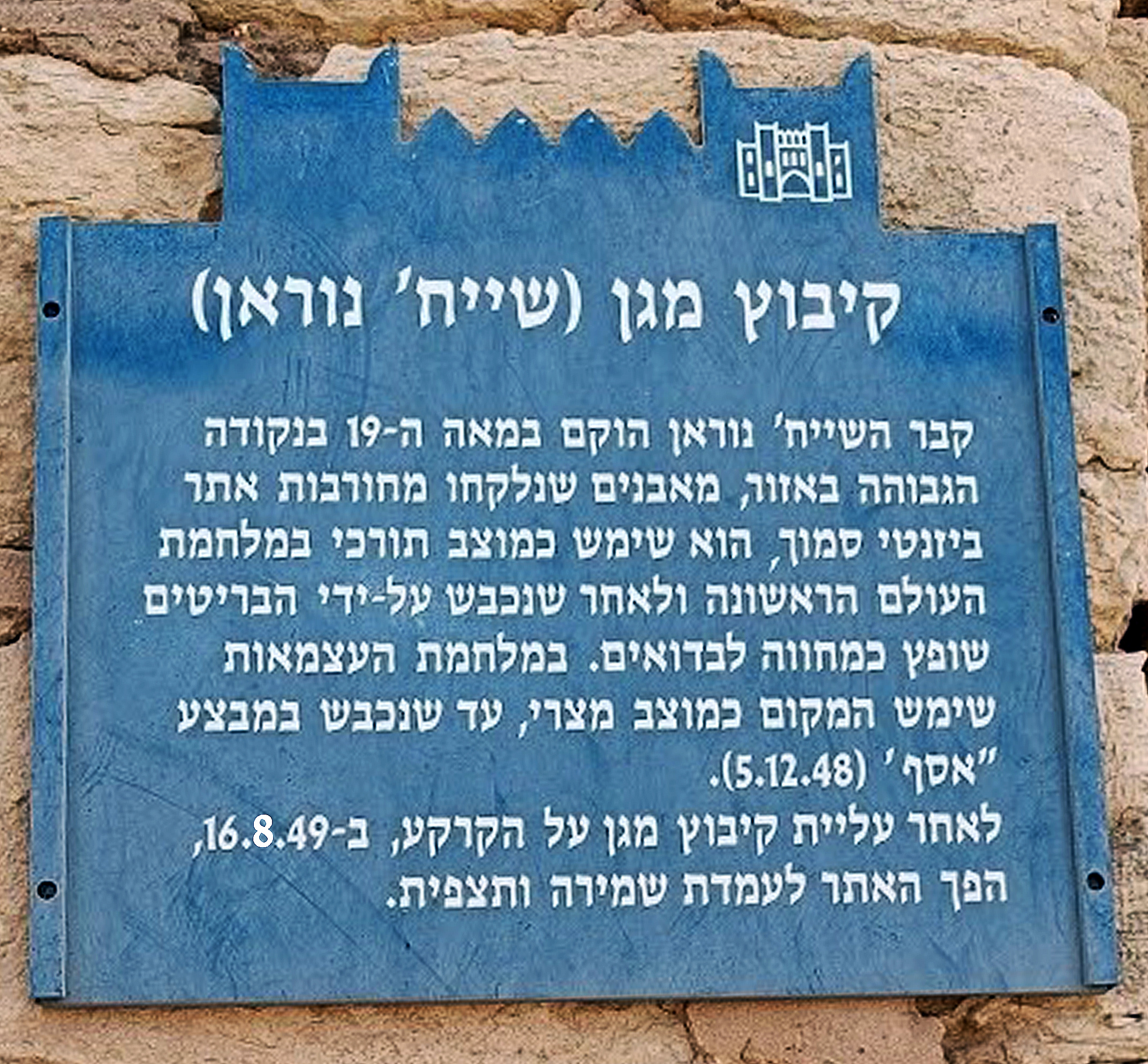
لوحة توضيحية على جدار المقام بالعبريّة، نصُّها: بُنِيَ قبرُ الشيخ نوران في القرن 19 في أعلى نقطة في المنطقة، أُخِذَت حجارتُه من خربة بيزنطية مجاورة، استخدمه الأتراك ثكنة عسكرية أثناء الحرب العالمية الأولى، بعد أن احتلَّهُ البريطانيون رمّموه تكريمًا للبدو، في حرب 1948 استخدمه الجيش المصري ثكنة عسكرية، إلى أن احتُلّ في عمليَّة آساف (5 كانون الأول 1948). بعد تأسيس كيبوتس ماغين تحوّل الموقع إلى نقطة حراسة ومراقبة.

اكتُشِفَتْ في المسوحات الأثرية التي أجريت في تلّة الشيخ نوران:
- أدوات حجريّة مصنوعة من الصوان، تعود إلى العصر الحجري القديم.
- ضريح من العصر البرونزي الوسيط، يعود إلى القرنين السادس عشر والسابع عشر قبل الميلاد.
- فخار من العصر الحديدي يعود إلى القرنين الحادي عشر والثاني عشر قبل الميلاد.
- فسيفساء ملونة، وفخار في أسفل المبنى وعلى مقربة منه، يعود إلى الحقبة البيزنطية من القرنين الخامس والسابع الميلادي.
- قبور إسلامية من الفترة العثمانية من القرن التاسع عشر إلى القرن العشرين الميلادي.
- عُثِر بالقرب من الموقع على ألواح رخامية منحوتة، وتيجان وقواعد أعمدة، ومن المعروف أيضًا وجود نقش باليونانية استخدم في بناء أحد جدران المقام.

في ضوء هذه الاكتشافات أُعلِنَ عنِ المكان "موقعًا أثريًّا محميًّا". (انظروا: دفتر المنشورات، رقم 1091، بتاريخ 18 أيار/مايو 1964، صفحة 1478).

## دمج الموقع في الحركة السياحيةلكيبوتسماغين
يقع مقام الشيخ نوران في حدود الأراضي التي قام عليها كيبوتس ماغين عام 1949. في عام 1998، أعد الكيبوتس بخطّة أوليَّة للموقع بهدف دمجه ضمن مواقع الكيبوتس السياحية. تم إعداد البرنامج لوحدة التنمية الاقتصادية في إشكول كجزء من مشروع شراكة إشكول 2000، والذي تضمن رابطة الجاليات اليهودية من أمريكا اللاتينية.

### الجمهور المقصود
كان الهدف من تطوير المكان التوجُّه إلى المواطنين من كبار السنّ الذين يزورون المواقع السياحية في المجلس الإقليمي إشكول، مثل: منتزه إشكول، وادي غزة، والطريق الخلاب "طريق وادي غزة" الذي يمتد على طوله، ومشاهدة تفتُّح أزهار شقائق النعمان، بالإضافة إلى المواقع السياحية في كيبوتس باري. يلبّي البرنامج أيضًا ميول الجمهور الأكبر سنًا، الذي يأتي إلى موقع كيبوتس ماغين السياحي، مثل ركن الحيوانات (ZOO Experience)، وحوض السباحة في الكيبوتس القريب من المقام.

### أهداف المشروع
- ترميم الموقع والمحافظة عليه.

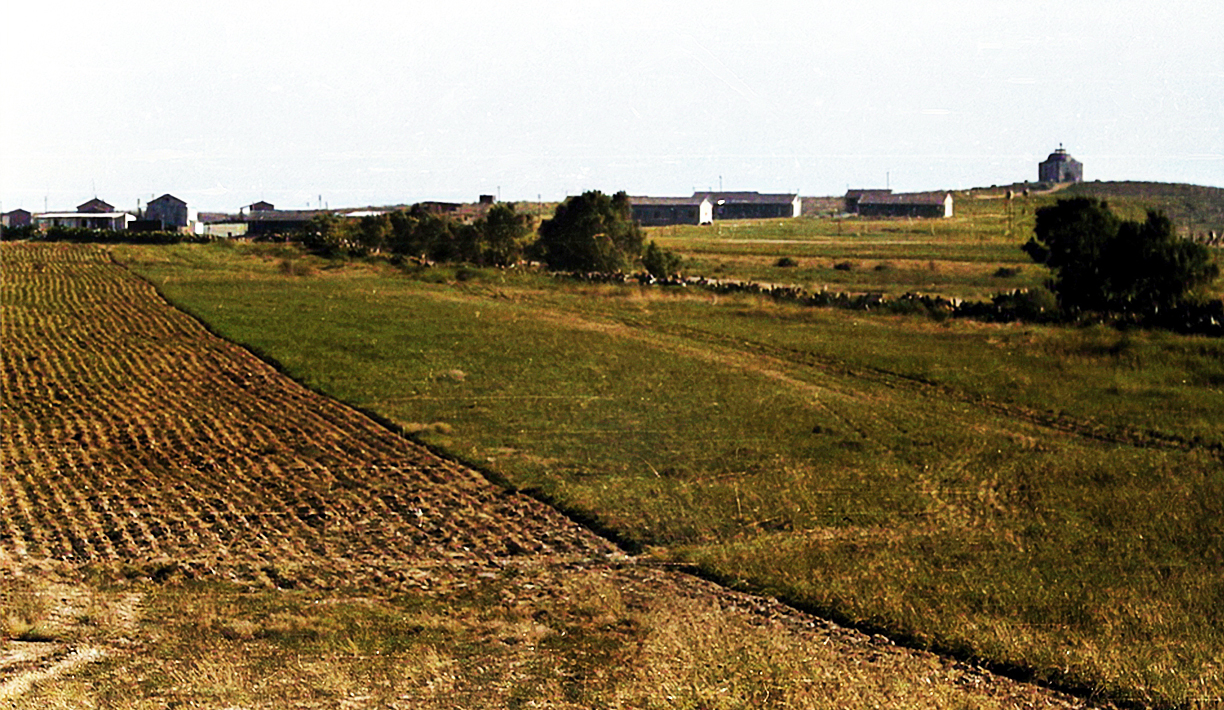
البيوت الأولى من كيبوتس ماغين بعد تأسيسه، يظهر في الخلفية مقام الشيخ نوران (أيلول/سبتمبر 1949).

- الحفاظ على تراث الموقع على مدى الحقب التاريخية المختلفة.
- إعداد مقام الشيخ نوران لاستقبال الزوار.

درس كيبوتس ماغين إمكانيتين لدمج المكان ضمن مواقعه السياحية.
1. تشغيل الموقع كوحدة مستقلة، كموقع منفصل عن المواقع السياحية الأخرى الموجودة في الكيبوتس.
2. إدراج الموقع في نظام المواقع السياحية الموجودة.

استقرَّ الرّأي على تشغيل المكان ضمن المواقع السياحية الأخرى الموجودة في الكيبوتس.

## عدم تنفيذ أعمال الترميم
حوالي عام 1999، أي بعد نحو عام من إعداد الخطة الأولية، كانت هناك أفكار لتجديد المبنى من قبل كيبوتس ماغين. خلال جهود الكيبوتس للحصول على تمويل للمشروع، قال سكرتير الكيبوتس في ذلك العام إنه تلقى مكالمة هاتفية شخصية من قائد القيادة الجنوبية في الجيش الإسرائيلي يحذر فيها الكيبوتس من وجود معلومات عن نية جهات إسلامية (غير إسرائيلية) للمساهمة في تمويل تجديد المبنى وترميمه. وأبلغ القائد العام الأمين العام للكيبوتس "إيّاكُم أن تُفكِّروا مُطلقًا في قبول مثل هذا العرض". بعد هذا التوجيه، أُلغِيَ ترميم المقام.

اعتبارًا من تشرين الثاني/نوفمبر 2021، أي بعد ما يقرب من 23 عامًا مضت من يوم كتابة الخطة الأولية، فإنّ المقام مُهمل، وجرى إغلاقه بإحكام كي لا يتمكن الزوار من دخول المبنى، وهناك لافتات تحذر من خطر انهيار الأحجار والجدران.

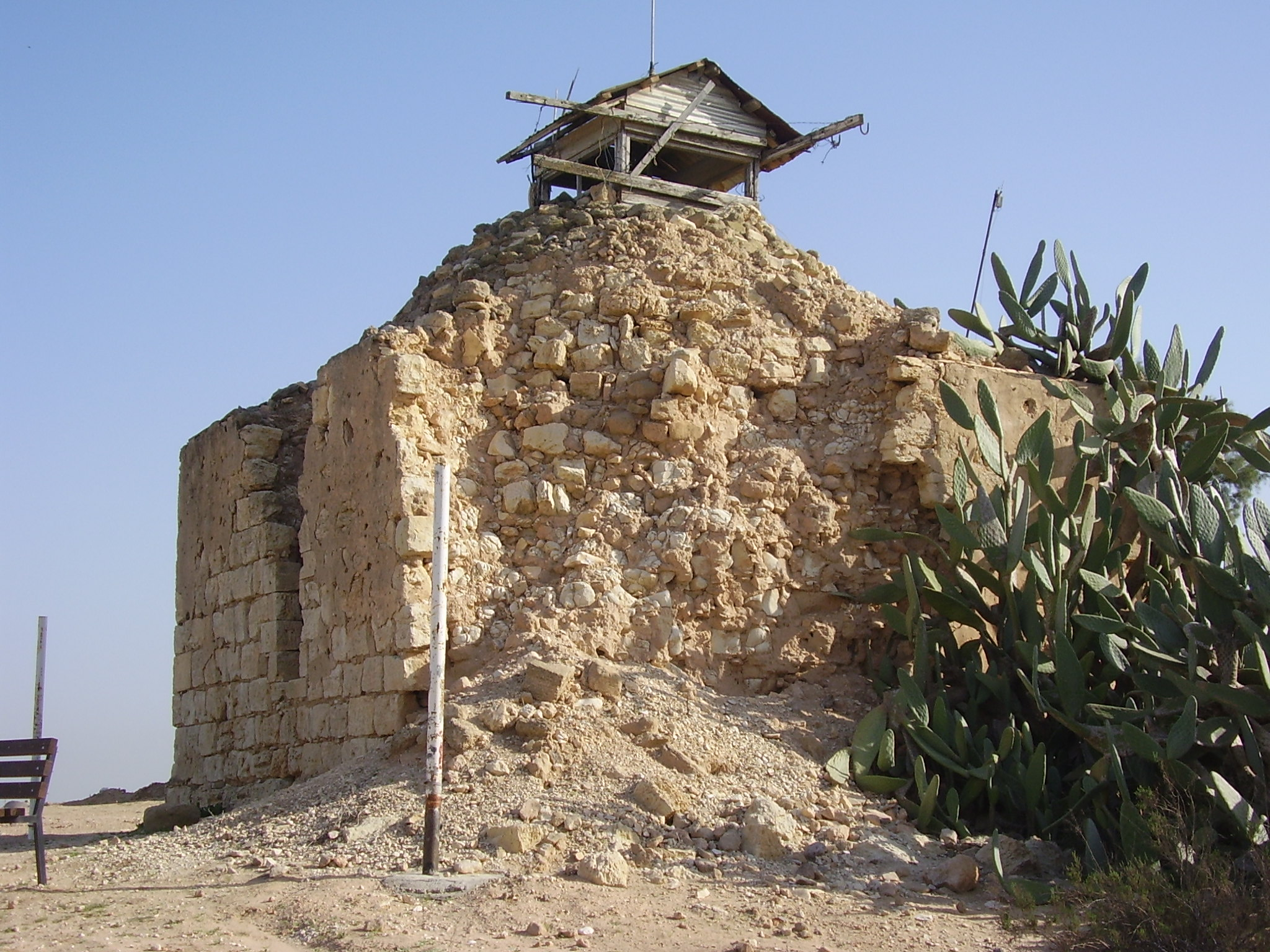
حجارة منهارة في الناحية الجنوبية من مقام الشيخ نوران
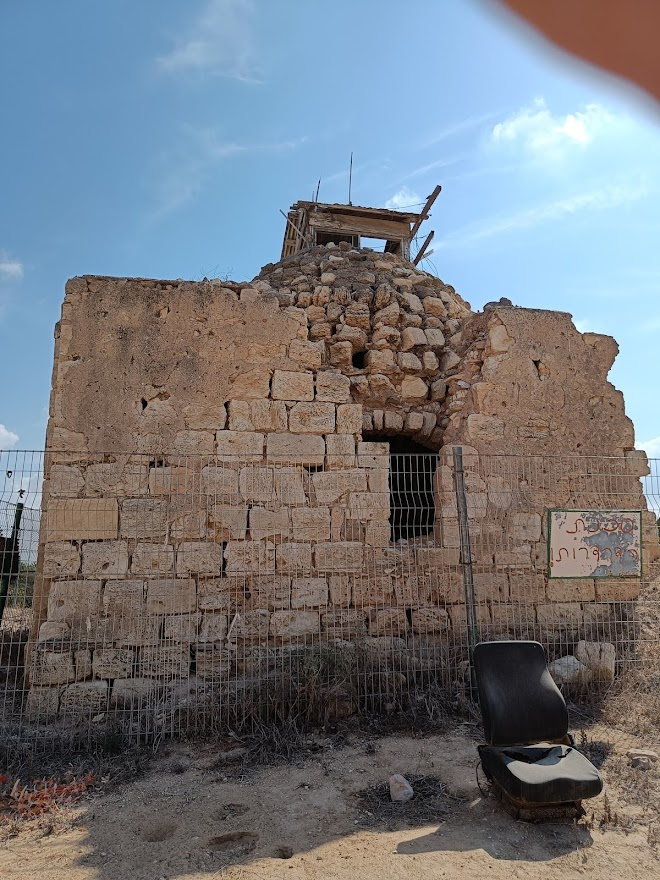
حجارة منهارة في الجهة الغربية من مقام الشيخ نوران